# 三鸦寺湖
三鸦寺湖是一个位于中国安徽省安庆市的淡水湖，面积约为7.92平方千米，属于长江区。它的一级流域为长江流域，二级流域为长江干流水系。